# Aeroportul Lokichogio
Aeroportul Lokichogio (IATA: LKG, ICAO: HKLK) este un aeroport din Lokichoggio, Turkana County⁠(d), Kenya ce deservește zona Lokichoggio. A fost numit după zona deservită.
Situat la o altitudine de 645 m, aeroportul dispune de 1 pistă.

## Infrastructură

### Piste
Aeroportul dispune de o singură pistă. Pista are orientarea 09/27. 